# Пади (царь Экрона)
Пади (новофилист. pdy; ассир. pa-di-i) — один из филистийских царей, который правил городом-государством Экрон в конце VIII и в начале VII века до н. э.

## История
Древний город Экрон (др.-греч. Аккарон, ассир. Амкаруна, совр. Тель Микне) находился на западном склоне Иудейских гор в Шефеле на территории современного Израиля. Экрон издавна входил в состав филистийского союза (Пятиградья). К VIII веку до н. э. цари Экрона, как и большинство правителей Сирии и Палестины, оказались в зависимости от Новоассирийской державы.
Царь Пади, согласно Экронской надписи, принадлежал к местной филистийской царской династии. Он был вассалом Ассирии (очевидно, что ещё царя Саргона II) и современником иудейского царя Езекии. После смерти Саргона II в 705 году до н. э. в борьбе с киммерийцами многие страны и народы отпали от Ассирии. Об этом подробно сообщают ассирийские Анналы царя Синаххериба.
Когда Езекия, также отложившийся от ассирийской власти, совершил поход на филистийские города, Пади попал к нему в плен, а точнее был выдан его же подданными. Царь Экрона, бывший лояльным к Ассирии, какое-то время находился в заточении у иудейского монарха в Иерусалиме.
Через некоторое время ассирийский царь Синаххериб пошёл войной на отпавших вассалов. Победив противников Месопотамии, его войска пришли и в Ханаан (по-ассирийски «страны Хатти»). Здесь Синаххериб, в своём третьем военном походе, в 701 году до н. э. поочерёдно разгромил всех повстанцев. Жестоко наказал он и Иудею, возложив на неё тяжёлую дань и отделив от неё некоторые области.
Среди других дел в Ханаане царь Ассирии приказал Езекии освободить и Пади. За верность же Ассирии он был восстановлен на троне Экрона. Противники ассирийской власти в этом городе были подвергнуты преследованиям. А его владения (также как и владения филистийских царей Митинти из Ашдода и Зильбеля из Газы) были расширены за счёт Иудеи.
В целом, при Пади Экрон, по оценке современных исследователей, вырос в размерах и в политической значимости.
Известно также, что преемнику и сыну Пади, Акишу (ассир. Икаусу), пришлось платить значительную дань ассирийским царям Асархаддону, а затем и Ашшурбанапалу, когда те воевали против стран Сирии и Египта.